# スクルージ・マクダック
スクルージ・マクダック (Scrooge McDuck) は、カール・バークス原作によるウォルト・ディズニー・カンパニーの漫画及びアニメのディズニーキャラクターで、通称は『スクルージおじさん』東京ディズニーリゾート等のサイト内では、「アンクルスクルージ」と表記される場合もある。

## 概要
彼が初めて登場したのは、1947年12月出版のドナルドダックを主人公としたディズニーコミック『Christmas on Bear Mountain』（作者:カール・バークス、日本では未出版）であった。1952年出版のコミックブック『UNCLE SCROOGE（邦題:スクルージおじさん）』では主役を務めている。
スクリーンデビューは1967年の『スクルージ・マクダックとお金』である。名前はチャールズ・ディケンズの短編小説『クリスマス・キャロル』の主人公である冷酷な老人エベニーザ・スクルージに由来しており、1983年公開短編映画『ミッキーのクリスマスキャロル』（ディズニー制作）にて、そのエベニーザをスクルージ・マクダック本人が演じている。
座右の銘は"Fortuna favet fortibus"（運命の女神は勇者に味方する）。

## 設定
架空の町ダックバーグに住む年老いたアヒル。ドナルドダックの伯父であり、ヒューイ・デューイ・ルーイの大伯父である。
お金を何よりも愛する世界一の金持ちだが、ドナルドの甥である三つ子・ヒューイ・デューイ・ルーイとの出会いにより、お金より家族を大事に考えるようになる。1987年スタートのテレビシリーズ「わんぱくダック夢冒険」では主人公を務めた。しかし甥であるドナルドとの共演は極めて少なかった。かなりの倹約家であり、お金の事ばかり考えている。金庫に所有するお札の番号を全て暗記していたり、常に様々な財宝を捜し求めているが、お金ならなんでもいい訳ではない。身につかない「あぶく銭」は欲しがらず自身の手で稼ぐことに貪欲で、ハイリスクのギャンブルなどには興味がない。タダなどの言葉に弱く基本的にお金を払いたがらない。
銀行経営者、製菓会社社長、資産家、実業家、投資家、コイン収集家、冒険家などといった様々な顔をもつ。
1867年、スコットランド生まれ。家が貧しく10歳の時に父のファーガスから初めて与えられた仕事が屋外での靴磨きであった。生まれて初めて自分の手で稼いだ10セント硬貨（後にナンバーワンダイムと呼ばれる）がアメリカ合衆国のものであったことからアメリカに興味を持ち、数年後に渡米した。各地を転々とし、ゴールドラッシュ最中のクロンダイクを訪れ金塊を発見し、後に石油やダイヤモンドなどでも資産を増やし、最終的に世界一の金持ちになった。
お金にがめつい若い頃の恋人ゴールディ・オ・ギルトとは、今でも愛し合っているが別々に暮らしている。結婚したら財産を分けなければならないという理由で生涯独身を通している。（何度か女性と結婚しようとするエピソードはあるが必ず破局する）
趣味は マネービン（お金が大量に保管してある金庫）でプールのように泳ぐこと。また、故郷であるスコットランドの民族楽器バグパイプの演奏を好むがヘタクソで、レジスターをピアノのように弾いたりする。（ピアノは普通に弾ける）フェンシングの腕はかなりのもの。
好物はハギス( 羊の内臓を羊の胃袋に詰めて茹でたスコットランドの伝統料理)とスコーン（スコットランド発祥のパン）である。
基本的な性格として、リーダータイプで気が強く、スコティッシュで少々口が悪い。しかしナンバーワンダイムを失うなどでスピリッツが折れると寝込んでしまい、そうした時はドナルドや三つ子と立場が逆転する傾向にある。

『わんぱくダック夢冒険』"DUCK TALES" の構成では、前半は金の亡者だが後半は情に厚く子供達を導く大人として描かれるケースが多かった。
『ダックテイルズ』"DUCK TALES 2017" ではあまりがめつくなく、勇敢で現実的な冒険家として描かれており、ヒューイ、デューイ、ルーイのいたずらに加担したり、お金よりも冒険を優先する人物になっている。
『ミッキーマウス・ワークス』では、ライバルのフリントハートのような強欲な悪役のように描かれていた。一方、クリスマス作品では主演を務めた『ミッキーのクリスマスキャロル』のこともある為か、料理を作ったり、ピアノを弾いてあげる他に悪戯ばかりする甥っ子達に、かつて自分はサンタの良い子リストに載れなかったと話すなど、家族や友人を思い遣る一面を見せている。
『トゥーンタウン・オンライン』ではジャイロが発明した失敗作のロボットを「触るな！危険」という注意書きがあったにもかかわらず、金儲けがしたいがために起動させ、騒動を引き起こしてしまった。
マチルダ・マクダック、ホーテンス・マクダック（ドナルドの母親）という二人の妹がいる。
スクルージの持つ10セント硬貨『ナンバーワンダイム』は「幸運の金貨」と表記されることがあるが、本来はその呼び方はしない。

### 服装
トレードマークはクチバシの上に乗せるようにかけている小さな鼻眼鏡とシルクハットにステッキ。『わんぱくダック夢冒険』の作中と東京ディズニーランドのエントランスと東京ディズニーシー内でのキャラクターグリーティングでの服装は青地に袖口と襟とベルトが赤の服。東京ディズニーランドのトゥーンタウンでのキャラクターグリーティングではオレンジ地に襟が紫の上着に黄色のスカーフ。2017年に制作開始された『ダックテイルズ』ではコミックスと同じく赤い服を着ている。
原作である『アンクル・スクルージ』シリーズでは赤地に灰色の袖が基本だが、いくつかの色が存在している。

### 声優
原語版では1960年のアルバム『Donald Duck and His Friends』のダラス・マッケノン、1967年のスクリーンデビュー作『スクルージ・マクダックとお金』のビル・トンプソンを経て、1983年の『ミッキーのクリスマスキャロル』からはアラン・ヤングが専属声優になり、2016年に老衰で逝去するまで出演した。2017年のリブート版『ダックテイルズ』では、俳優デイヴィッド・テナントが担当している。
日本語版では1980年代のポニー版・バンダイ版の『ミッキーのクリスマスキャロル』で吉水慶、テレビ東京版・バンダイ版『わんぱくダック夢冒険』の内海賢二を経て、BVHE版初代の北村弘一に統一され、2007年に逝去するまで専属で担当した。2008年の『ディズニー・シンク 早押しクイズ』からは伊井篤史が引き継ぎ、2016年に『ミッキーマウス!』49話をもって降板後、2017年の『ドナルド劇場:ミッキーマウス! クリスマス・スペシャル』から小形満が担当している。

## エピソード
- 東京ディズニーリゾート内で使える商品券は、スクルージが発行している設定（商品券にスクルージのサインが入っている）。
- 東京ディズニーランドのトゥーンタウンには彼の投資相談所という設定の施設がある。
- 東京ディズニーシーのアメリカンウォーターフロントには、スクルージが経営する設定の百貨店"マクダックス・デパートメントストア"があり、施設の前には金貨の噴水、店内にスクルージの銅像や肖像画がある。
- ツォーマス・ホロパイネン（ナイトウィッシュの創設者）はアルバム「ザ・ライフ・アンド・タイムス・オブ・スクルージ（英語版）」を発表し（2014年4月。日本盤は同年6月）[3]、母国フィンランドのチャート1位を記録。ドン・ローザによるスクルージの伝記漫画「ザ・ライフ・アンド・タイムス・オブ・スクルージ・マクダック（英語版）」のサウンドトラックである。
- 『フォーブス』では2005年以降「フィクション版世界長者番付（英語版）」を企画、発表しているが、2013年版ではスクルージの推定総資産額は654億ドルで1位を獲得している[4]。これは各フィクションのキャラクターが現代社会に実在すると仮定して、どれくらいの富を築いているかを推測したものである。

## 主役となったコンピュータゲーム
- わんぱくダック夢冒険（1990年1月26日発売、ファミリーコンピュータ専用、開発・発売：カプコン）
- ダックテールス（1990年9月21日発売、ゲームボーイ専用、開発・発売：カプコン）
- ダックテイルズ2（1993年4月23日発売、ファミリーコンピュータ専用、開発・発売：カプコン）
- ダックテイルズ2（1993年12月3日発売、ゲームボーイ専用、発売・開発・発売：カプコン）
- DuckTales: Remastered（2013年北米・欧州にて発売。Steam、Playstation 3、Xbox 360、Wii U向け、開発：WayForward Technologies・発売：カプコン。）
- ダックテイル・リマスタード（2015年4月にWindows 8. Android. ios版が国内向けに配信開始〈こちらは配信：Disneyで日本語翻訳つき〉。わんぱくダック夢冒険をリメイクしたもの。）